# Мелких, Дмитрий Михеевич
Дмитрий Михеевич Мелких (1885, Москва — 1943, Москва) — русский и советский композитор.

## Биография
Родился 31 января (12 февраля) 1885 года в Москве в семье чиновника московской Пробирной палаты. В 1903 году с золотой медалью окончил 1-ю Московскую гимназию. С детства обучался у матери нотной грамоте, с 13 лет сочинял музыку.
В 1908 году окончил юридический факультет Московского университета (диплом 1-й степени получил в 1912 году). Одновременно, в 1906—1913 годах (с перерывами: в течение года отбывал воинскую повинность в 13-м сапёрном батальоне на правах самоопределяющегося и вернулся к занятиям 18 октября 1910 года) учился в только что открывшейся Народной консерватории при Народном университете им. А. Л. Шанявского у Б. Л. Яворского по теории и композиции. В 1907 году его романс «Три ключа» был исполнен на «Музыкальных выставках» М. А. Дейша–Сионицкой и положительно отмечен Ю. Д. Энгелем. Продолжал сочинять музыку даже находясь в армии: в 1914—1918 годах он служил в армии в офицерском чине, с 1916 года находился в 6-м Сибирском корпусном радиотелеграфном отделении (партитура «Эпитафия» датирована автором: «Действующая армия. Северный фронт, 1916»).
В Красную армию в качестве связиста был мобилизован 1 августа 1919 года. После сыпного тифа, в апреле 1921 года был демобилизован и командирован в распоряжение Наркомпроса.
С декабря 1921 года по 1925 год читал курс «Слушание музыки» в Московской консерватории, в 1927—1932 годах был помощником библиотекаря в Московской консерватории. Преподавал в Музыкальном техникуме им. В. В. Стасова (ныне Детская музыкальная школа им. В. В. Стасова) и других московских учебных заведениях.
В 1924—1925 годах писал статьи в периодической печати как музыкальный критик под псевдонимом Юр. Иглинцев. Его перу принадлежат статьи: «О. Клемперер», «Песни Шуберта», «Рих. Штраус и его „Саломея“». В 1926—1927 годах входил в редколлегию журнала «Современная музыка», в 1939 году был редактором издательства «Искусство», в 1939—1940 годах работал в издательстве «Музгиз». В 1924 году стал членом Ассоциации современной музыки.
Автор оперы, музыкальных сочинений для симфонического оркестра, голоса и симфонического оркестра, хора, струнных квартетов и др. произведений. Сочинения Д. М. Мелких включали в свои программы Е. А. Бекман–Щербина, Г. А. Нейгауз, К. С. Сараджев, Б. Э Хайкин, Б. Л. Яворский.
В 1920-х годах посещал кружок Держановских, а затем музыкальные вечера П. А. Ламма и Н. Я. Мясковского. С 1931 года проводил лето на даче Ламма на Николиной Гope, нередко вместе со своей женой Л. К. Араловой — актрисой Московского ТЮЗа.
Во время Великой Отечественной войны оставался в Москве. После получения известия о смерти В. В. Держановского в результате инсульта 21 сентября 1942 года был парализован и скончался 22 февраля 1943 года.

## Сочинения
- Одноактная опера «Поджигатель» (1932);
- Для хора и симфонического оркестра — поэма «Улица гладкая» (слова Д. Бедного, 1932);
- Для симфонического оркестра — поэма «У моря» (1911), сцена к драме М. Метерлинка «Алладина и Паломид» (1913), Скерцо (1916), Эпитафия (1916), для оркестра: симфонии: I (1925), II (1933), III (1938), фрагмент Самоцветы (1930), Сюита (1932), Карусель (плакат, 1933), По Владимирке (1934), Монологи: I (1934), II (1939);
- Для скрипки и симфонического оркестра — Концерт (1942);
- Для голоса и симфонического оркестра или фортепиано: Повесть о любви (слова Рабиндраната Тагора, 1925), Быль (два рассказа, 1930—1940);
- Для струнного ансамбля — Легенда (1936);
- Струнные квартеты: I (1925), II (1931), III (1937), IV (1939);
- Для флейты, гобоя, кларнета и фагота — Квартет (1932);
- Для флейты, гобоя, кларнета и фортепиано: Маленькая сюита (1932);
- Для гобоя, кларнета и фагота — Трио (1930);
- Для фортепиано: Пять прелюдий (1912—1917), Хорал и фуга (1914), Соната-ноктюрн (1922), сонаты: II (Di Sollevazione, 1923), III (1924), IV (1931), Paroles Danses (1925), Мимическая сцена (1926), сюита Самоцветы (1930);
- Для гобоя — Пять пьес (1938);
- Для фагота — Ноктюрн (1938), Канцонетта (1940);
- Для валторны — Интермеццо (1938);
- Для голоса и фортепиано: Четыре стихотворения Г. Гейне (1905—1907), Пять детских песен (1907), Шесть романсов на слова С. Гебеля, А. С. Пушкина, А. Толстого, А. Фета, В. Соловьева, М. Лермонтова (1906—1909), Пять стихотворений А. Фета (1909), Три наброска на слова А. Пушкина, М. Лермонтова, И. Крылова (1910), Семь лирических стихотворений (слова В. Брюсова, В. Немцева, А. Фета, Р. Тагора, А. Ахматовой, 1919—1923), сюита Повесть о любви (слова Р. Тагора, 1925), 14 мордовских песен (слова народные, 1932), 4 байки (слова народные, 1937), Шесть стихотворений А. Пушкина (1938), 7 ассирийских песен (слова народные, 1938), Два романса на слова М. Лермонтова (1940);
- Сочинения для хора: Первомайская баллада (слова М. Романовского, 1934), Ветер (слова В. Александровского, 1934), У тихого Дона (слова М. Дорониной, 1937), Сказ о машинисте (слова Шубина, 1939), Песня о Тарасе (слова Т. Шевченко, 1939).